# Allocyclosia porphyropyga
Allocyclosia porphyropyga är en fjärilsart som beskrevs av Erich Martin Hering 1925. Allocyclosia porphyropyga ingår i släktet Allocyclosia och familjen bastardsvärmare. Inga underarter finns listade i Catalogue of Life.